# Lúcio Antíscio Burro
Lúcio Antíscio Burro Advento (em latim: Lucius Antistius Burrus Adventus; m. 188) foi um senador romano da gente Antíscia conhecido por ter sido um dos genros do imperador Marco Aurélio e da imperatriz-consorte Faustina.

## História
Burro era membro de uma família de status senatorial de Tíbilis, uma cidade perto de Hipo Régio na província romana da África. Embora ele tenha nascido e sido criado em Tíbilis, sua família não ostentava uma linhagem muito antiga. Burro era filho de Quinto Antíscio Advento Aquilino Póstumo, um general romano que foi cônsul sufecto em 166, e de uma nobre chamada Novia Crispina, conhecida apenas através de uma inscrição dedicada a ela quando o marido serviu como governador da Arábia Pétrea.
Em algum momento antes da morte do imperador Marco Aurélio (180), Burro ficou noivo e se casou com a filha mais nova dele, Víbia Aurélia Sabina, com quem viveu em Tíbilis. Cômodo, irmão de Aurélia Sabina, ascendeu ao trono em 180 e Burro serviu como cônsul ordinário no ano seguinte.
Em 188, Antíscio Burro se viu envolvido juntamente com outros senadores em uma conspiração contra Cômodo e acabou sendo executado. Aurélia Sabina não estava envolvida e sobreviveu ao marido em Tíbilis, onde se casou novamente e viveu até a morte.